# The Literary Mind and the Carving of Dragons: A Study of Thought and Pattern in Chinese Literature
《文心雕龍：中國文學思想與形式研究》是《文心雕龍》的首個英語全譯本，由施友忠所翻譯，在1959年於美國由哥倫比亞大學出版社出版。

## 書名
施友忠將「文心雕龍」按字面直譯為「The Literary Mind and the Carving of Dragons」（文學的心和龍的雕刻）。學界對於「文心雕龍」一詞的構詞方式主要有四種看法，分別是偏正、主從、主謂、並列，其中施友忠將「文心」和「雕龍」視為兩個並列的片語，並在此之上直譯。
戴文靜分析，他在「構思」和「美文」的兩個角度的直譯，但是一般古代書籍都是以动词加宾语或者名词加名词的形式作題，其中第一个名词说明主题，第二个名词描述性质。而在「文心雕龍」中，「文心」是劉勰整文的主題，「雕龍」則只是調控文心的方式，而只是它的性質而非主題，和劉勰的原意不合。 :196-197沈謙指，作者雖然尽可能以副题「A Study of Thought and Pattern in Chinese Literature」以补充说明「The Literary Mind and the Carving of Dragons」之义，但是依然不能完全表明「文心雕龙」的含义。

## 成書
哥伦比亚大学副校长，汉学家狄培理教授（William Theodore de Bary）在哥大任教「中国文化」课程中，經常要把一些中国文学及思想翻成英文。而他在读到施氏在远东学会宣读的一篇英文论文《刘勰文心雕龙之古典主义》，便希望施友忠把《文心雕龙》译写出来。這篇論文就是書中導言的主幹。他大概用了兩年的時間完成翻譯，並以開明書局的《文心雕龍》作為底版，同时参考吸收了梅庆生、黃叔琳、范文澜、王利器、杨明照等许多其他学者的研究成果。

## 內容
書前先是簡短的自白，並感謝加乃特夫人（英語：Mr's Gernett's）對於此書的潤飾。接着有一則長序，描述了中國文學理論中自古代至劉勰的發展，包括孔子、孟子、詩大序、楊雄、王充等至和劉勰同代的蕭統、徐陵等等，使讀者對於中國文學批評有簡單的理念。緊接的是正文，作者除了將《序志》移至文首之外，其他篇次都沒有變動。每篇先是譯文，然後是注解，對於篇中的人名、地名等專有名詞有所交代。書後有中英對照的字彙表。
在中華書局本中，刪去了書後的字彙表，另有鄭騫的序和作者的中英對照本前言。

## 分析
合肥工業大學外語院教授胡作友認為，施友忠在翻譯時使用了異化的翻譯策略，有利於保留原文的異質性以維護民族文化形象。異化翻譯指的是「譯者盡可能不去打擾作者，讓讀者向作者靠攏」的一種翻譯策略。例如，他將「靜居以歎鳳、臨衢而泣麟」（〈史傳〉）中的「鳳」翻譯為「phoenix」、「麒麟」翻譯為「unicorn」，並以注解說明鳳凰和麒麟在中國文化之間的關係。胡作友指出，麒麟和「unicorn」（即獨角獸）並不相同，反映他既想將中國文化不加修飾移植至譯文中，但是又怕讀者不接受，繼而妥協在注文中說明翻譯的理由，以使西方讀者可以理解中國神話中的語境。在〈养气〉中「且夫思有利钝，时有通塞，沐则心覆，且或反常」中，「沐則心覆」的典故在西方的語境中難以理解，因為西方沒有將洗頭和思考的詞語進行聯系。他以直譯法將典故直接翻譯，再在注解出加以解釋，胡作友指出這個翻譯方式可以解決傳統以歸化翻譯方式弱化源語文化的問題，使西方讀者可以認識當中的中國文化。

## 评价
美國漢學家海陶玮從中國文學批評論著的翻譯困難角度分析，認可了施友忠在《文心雕龍》英譯中的開創性意義。但是他也同時指出了施友忠忽略了預期讀者的需要，會引致非專業讀者無法論解當中的中國文論術語，同時專業讀者會不滿意其當中的誤讀，而在前言中沒有將〈序志〉放置在篇末的理由給予一定的說明，過長的序言也可能使讀者有所迷失。意大利汉学家奥内洛·兰乔第认为，“译本中详尽的索引及篇末精确的注释，对于中国文论的学习者和研究者而言，有非常实用的价值”，認為是「優質的學術性讀本」。但是也同時認為，譯本的部份的翻譯章節過於冗長，對於專業的漢學家來說，譯文和注釋出現了誤讀，而沒有詳細說明使用底本。而對於普通讀者而言，譯者使用的語言過於貼近原文。柳無忌雖然在《東方研究》上肯定了施譯本在《文心雕龍》上的「里程碑」的意義，同樣認為是「優質的學術譯本」，「譯文流暢，注釋豐富」，但是個別地方的譯名過於冗長，同時也指出誤譯和漏譯的問題。
侯思孟認為他的譯本未有在序言說明劉勰的時代背景，使讀者難以理解劉勰在文学创作和文学批评方面所提出的主要问题。而译文在很多方面显得过于粗糙，可見出譯者对原著的研究不够深透。他又批評作者沒有提供參考書目、「術語表」不夠充份，注釋中沒有說明《文心雕龙》所论述的文学作品以及个别地方出現误译和漏译。霍克思评价其译本语言清晰流畅，与曾翻译过《原道》篇的休斯译本相比，用词则更显圆润、雅致，更具可读性，但是在專有名詞的處理過於貼近原文，術語的前後翻譯不一，不適合不熟悉中國文學的讀者閱讀，而序文沒有從中國文學創作和批評史上說明劉勰所處的時代背景。
沈謙指作者雖然序言長達三十多頁，對於讀者理解創作背景而言是必要的，不認同海陶瑋的見解。但是此書也有兩點的問題，第一是作者沒有說明劉勰受佛教的影響，因此有一般文人所缺乏的分析綜合能力。其次是作者沒有說明整書的分類問題，也沒有告訴讀者該先讀《序志》和文原論，然後跳過文體論。作者所用的開明書局版的《文心雕龍注》底本謬誤不少，雖作者自稱會參考其他的校本，但是實際上是全依開明書店版，因此整書的內容很多都是錯的。在翻譯方面中，作者將《風骨》翻譯為「Wind and bone」，以直譯的方式根本不能表達出「風骨」一詞的意思，甚至「十翼」翻譯為「Ten Wing」、「五典」翻譯為「Wu-tien」，雖然在注解中加了很多文字說明，但是依然讓人有「有理說不清」的感受。雖然如此，但大致來說譯文傳真，文字生動暢順，漂亮優雅。

## 版本
版本上，其初版的標題有副標題《The
Literary Mind and the Carving of Dragons: A Study of Thought and Pattern in Chinese Literature》」（文學的心和龍的雕刻：中國文學理念和式樣），但是在之後的版本省去了副標題。而針對於學者提出的問題，施友忠也作出了改善。在中華書局本中，增加了譯序（Introduction）和詞語表，在1982年的版本上，將譯序再重新整理，增加其著書原因，並加以表達劉勰如何將宗经和文学价值相联系，并增加 “刘勰的综合全面的文学观”部份。以下是印行情況：
- . Columbia University Press. 1959. OCLC 654642629.
- . 台北: 中华书局. 1971.
- . 香港: 香港中文大學出版社. 1982-01  [2022-06-28]. （原始内容存档于2022-04-07）.
- . 香港: 香港中文大學出版社. 2015-01.[2]

## 连结
- 《The Literary Mind and the Carving of Dragons》全文